# Natural Stress Relief
Natural Stress Relief (NSR) es una forma de meditación que utiliza un mantra mental. Se practica dos veces al día durante 15 minutos a la vez, estando sentado en una silla. La repetición silenciosa del mantra crea una resonancia en el sistema nervioso que conduce a la liberación de estrés en el cuerpo. Se han realizado estudios científicos para determinar la eficacia de NSR. En un estudio se midió la resistencia galvánica de la piel durante la meditación y los resultados indicaron bajar la ansiedad. Otro estudio demostró la eficacia de NSR en la creación de las ondas cerebrales alfa. Otro estudio psicometrico indicó baja en la ansiedad.
NSR puede ser adquirida en forma económica a partir de un manual de instrucción
y un archivo de audio; a diferencia de algunas otras formas de meditación de
mantra personal que requieren instrucción y visitas de seguimiento. NSR fue
desarrollado por el Istituto Scientia, Italia, durante 2000-2003, como una
alternativa a la meditación trascendental de Maharishi Mahesh Yogi,
que se ha convertido en prohibitivamente cara para aprender.
NSR meditación no implica concentración o ponerse a sí mismo en un trance. El
médico (persona) está despierto y plenamente consciente de su entorno durante la
meditación. La repetición del mantra es sin esfuerzo y el practicante adquiere 
niveles más profundos de pensamiento. Se ha descrito como un estado de
alerta descansada. Los beneficios reclamados por los profesionales de NSR
incluyen el pensamiento claro, la mejora de la salud y el aumento de la
productividad, todo lo cual se logra y se mejora por la liberación de estrés
acumulado.